# Coelogyne dichroantha
Coelogyne dichroantha é uma espécie de orquídea epífita, família Orchidaceae, originária do Vietnam.